# Ostatni do wzięcia
Ostatni do wzięcia (ang. The Single Guy, 1995–1997) – amerykański serial komediowy stworzony przez Brada Halla.
Jego światowa premiera odbyła się 21 września 1995 roku na kanale NBC. Ostatni odcinek został wyemitowany 14 kwietnia 1997 roku. W Polsce serial nadawany był na kanale Polsat.

## Obsada
- Jonathan Silverman jako Jonathan Eliot
- Joey Slotnick jako Sam Sloane
- Ming-Na Wen jako Trudy Sloane
- Ernest Borgnine jako Manny Cordoba
- Mark Moses jako Matt Parker (I seria)
- Jessica Hecht jako Janeane Parker (I seria)
- Dan Cortese jako Dan Montgomery
- Olivia D'Abo jako Marie Blake (II seria)
- Shawn Michael Howard jako Russell (II seria)